# Antoine Dumas (peintre)
Pour les articles homonymes, voir Antoine Dumas.
Antoine Dumas, né le 8 décembre 1932 à Québec et mort le 17 octobre 2020, est un artiste peintre québécois.

## Biographie

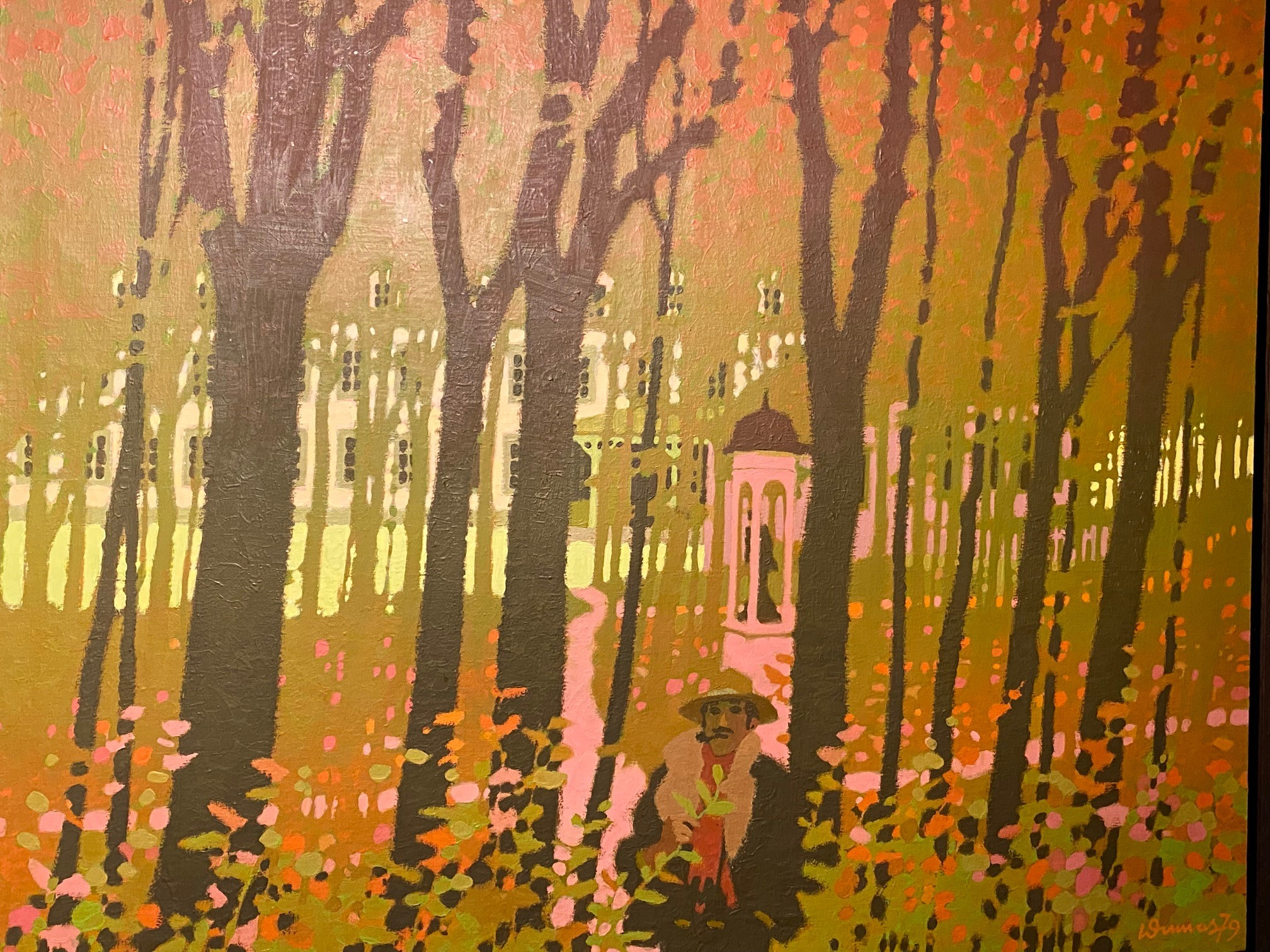
L'ornithologue, 1979.

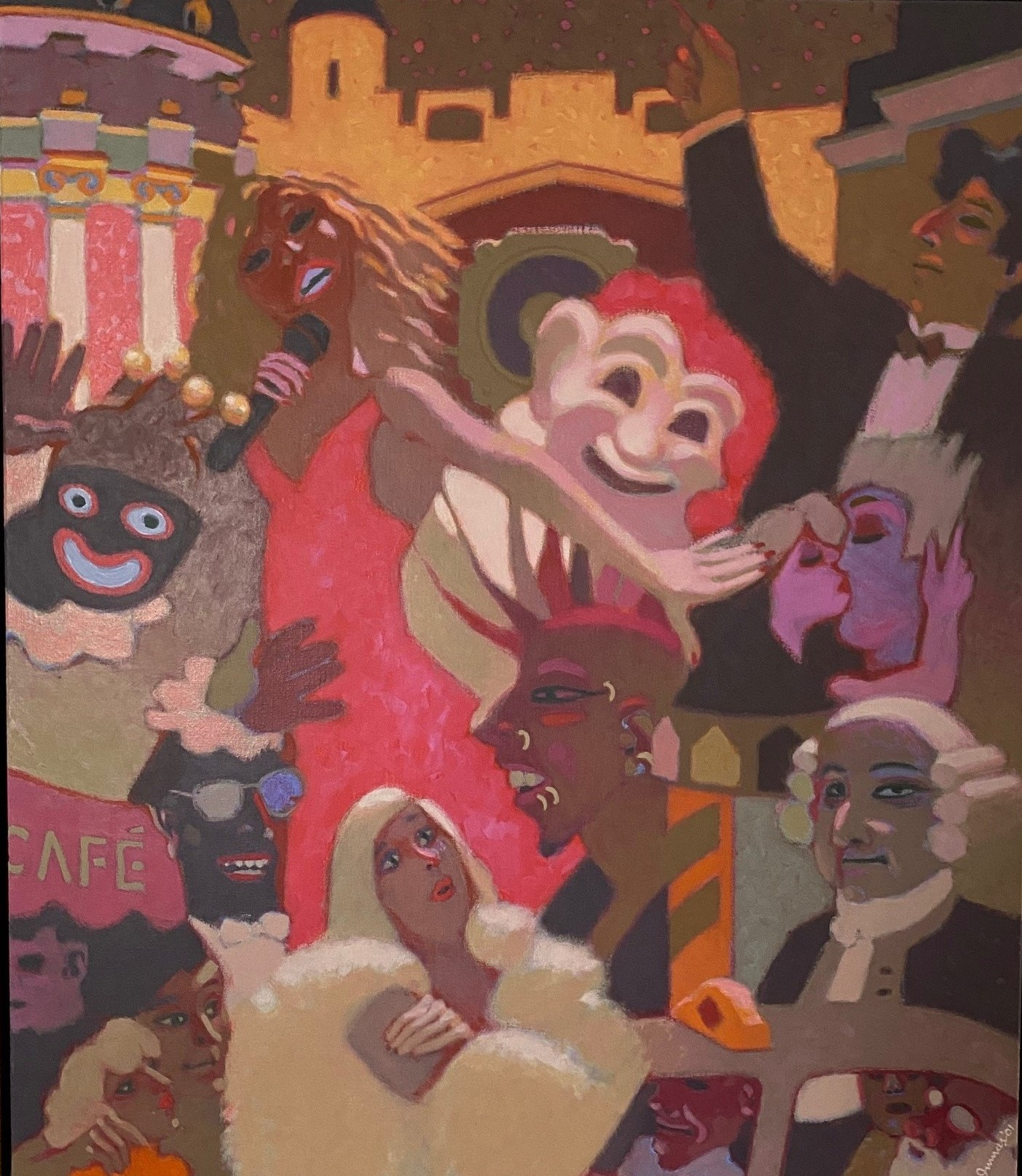
Cité festive, 2001.

Antoine Dumas est né le 8 décembre 1932 à Québec au Québec. Il entreprend des études à l'École des beaux-arts de Québec en 1954,. Il s'oriente d'abord en publicité comme graphiste, il travaille chez Payeur Publicité à Québec. Puis, il s'établit à son compte comme illustrateur. En 1969, il se rend en Californie pour des études à l'Academy of Art à San Francisco, sous le conseil de Jean Paul Lemieux. Il publie en 1970 À l'enseigne d'antan, une mise en perspective des enseignes traditionnelles du Québec.
Il crée trois timbres pour la Société canadienne des postes : pour commémorer Le Survenant de Germaine Guèvremont (1976), Marguerite d'Youville (1978) et le 25e Carnaval de Québec (1979). En 1977, il illustre, avec 11 estampes originales, une édition de luxe du livre Kamouraska d'Anne Hébert.
Il a été admis à l'Académie Royale des Arts du Canada en 1980.
Il est directeur du programme spécialisé en communication graphique à l'École des arts visuels de l'Université Laval de 1970 à 1973. Il y est ensuite de nouveau professeur de 1973 à 1997. Il est décédé le 17 octobre 2020.

## Expositions
- 1968-1971 : Antoine Dumas, Galerie Zannettin, Québec
- 1973 : Antoine Dumas, 13 septembre au 8 octobre 1973, Musée national des beaux-arts du Québec[8]
- 1973 : Antoine Dumas, 3 novembre – 19 novembre 1973, La Maison des arts La Sauvergarde, Montréal
- 1973 : Antoine Dumas, 26 novembre – 17 décembre 1973, Musée régional de Rimouski
- 1975 : Antoine Dumas, 15 mai au 15 juin, consulat général du Canada à New York[6]
- 1989 : Rétrospective Antoine Dumas, villa Bagatelle

## Musées et collections publiques
- Bibliothèque et Archives nationales du Québec[10]
- Collection Alcan
- Collection CIL[1]
- Musée d'art de Joliette
- Musée de Charlevoix
- Musée de la civilisation[11]
- Musée de Lachine
- Musée des beaux-arts de Montréal
- Musée des beaux-arts de Sherbrooke
- Musée national des beaux-arts du Québec[12]
- Musée Pierre-Boucher
- Pulperie de Chicoutimi
- Rothmans Collection
- The Market Gallery